# Curt von Watzdorf
Curt Friedrich Ernst von Watzdorf (* 28. Mai 1839 in Dresden; † 1. Januar 1881 auf Schloss Wiesenburg) war ein Rittergutsbesitzer und Reichstagsabgeordneter.
Seine Eltern waren Louise Freiin von Hügel  (* 1813; † 1875) und der Wiesenburger Schlossherr Kurt Friedrich Gottlob von Watzdorf (* 1800; † 1848). Er selbst wurde Rittergutsbesitzer auf Wiesenburg im Landkreis Zauch-Belzig. Er war Mitglied des Preußischen Abgeordnetenhauses von 1870 bis 1873 und von 1879 bis 1881 für den Wahlkreis Potsdam VII. (Westhavelland-Zauch-Belzig). Von 1867 bis 1874 war er Mitglied erst des Reichstags des Norddeutschen Bundes und dann des Deutschen Reichstags für die Konservative Partei für den Wahlkreis Potsdam 9 (Landkreis Zauch-Belzig – Landkreis Jüterbog-Luckenwalde).
Im Jahre 1869 wurde er Ehrenritter des Johanniterordens und Mitglied der Brandenburgischen Provinzialgenossenschaft dieser Kongregation. Sein Besitztum ist im 1879 erstmals amtlich publizierten Generaladressbuch der Ritterguts- und Gutsbesitzer des Königreiches Preußen für die Herrschaft Wiesenburg auf 3615 ha, sowie für das Rittergut Hagelberg 535 ha und für das Rittergut Sandberg III konkret mit 248 ha veröffentlicht.
Curt von Watzdorf blieb unvermählt und so erbte seine Schwester Elisabeth von Watzdorf Schloss Wiesenburg mit Nebengelass, aber ohne die Gutsanteile in Jeserigerhütten. Elisabeth heiratete 1862 Adolf le Camus Graf von Fürstenstein, auf Schloss Ullersdorf in der Oberlausitz. Das Ehepaar bewohnte beide Herrensitze. Die anderen beiden Schwestern des Curt von Watzdorf starben jung. Wiesenburg blieb zwei Generationen im Besitz der Grafen le Camus Graf von Fürstenstein.